# Rasmus Thelander
Rasmus Thelander (Copenhague, 9 de julio de 1991) es un futbolista danés que juega de defensor en el Omonia Aradippou de Chipre.

## Selección nacional
Ha sido internacional con las selecciones sub-18, sub-19 y sub-20 de Dinamarca en una ocasión con cada una de ellas.

## Clubes
| Club                | País         | Año       |
| ------------------- | ------------ | --------- |
| AB                  | Dinamarca    | 2010-2012 |
| Aalborg BK          | Dinamarca    | 2012-2015 |
| Panathinaikos F. C. | Grecia       | 2015-2017 |
| F. C. Zürich        | Suiza        | 2017-2018 |
| S. B. V. Vitesse    | Países Bajos | 2018-2019 |
| Aalborg BK          | Dinamarca    | 2019-2022 |
| Ferencváros T. C.   | Hungría      | 2022      |
| Aalborg BK          | Dinamarca    | 2023-2024 |
| Silkeborg IF        | Dinamarca    | 2024      |
| Lyngby BK           | Dinamarca    | 2025      |
| Omonia Aradippou    | Chipre       | 2025-     |

## Palmarés

### Títulos nacionales
| Título                 | Club         | País      | Año  |
| ---------------------- | ------------ | --------- | ---- |
| Superliga de Dinamarca | Aalborg BK   | Dinamarca | 2014 |
| Copa de Dinamarca      | Aalborg BK   | Dinamarca | 2014 |
| Copa de Suiza          | F. C. Zürich | Suiza     | 2018 |